# Tiny C Compiler
Pour les articles homonymes, voir Tcc.
Tiny C Compiler (tcc, tout petit compilateur C) est un compilateur C x86, x86-64 et ARM complet développé par Fabrice Bellard. Il peut être utilisé sur Unix, Linux et Microsoft Windows depuis la version 0.9.26 (du 15 février 2013). Il est distribué sous la licence publique générale limitée GNU (GNU LGPL).
Le C ANSI et la nouvelle norme ISO C99 sont particulièrement bien supportés par tcc ; il est de plus compatible avec de nombreuses extensions GNU C, comme l'assembly inline. Cependant, rendre tcc entièrement conforme pourrait le ralentir de manière significative. Il ne fournit notamment pas les manipulations de tri-graphe (trigraph handling), les proper type, et les vérifications d'expressions.

## Capacités
- Il est petit : il peut compiler et exécuter du code C n'importe où, par exemple d'une disquette de secours (environ 100 Kio pour l'exécutable TCC, incluant le préprocesseur et compilateur C, l'assembleur et l'éditeur de liens).
- Il est rapide : il génère du code x86 moyennement optimisé. Il compile, assemble et lie environ 9 fois plus vite que gcc.
- Le C ANSI et la norme ISO C99 sont bien supportés. La seule caractéristique majeure de C99 manquante concerne les types complexes[4]. De nombreuses extensions GNU C sont gérées.
- Il inclut un système de vérification de la mémoire et de ses accès. Ce système peut être ajouté au code utilisateur.
- Il peut compiler et exécuter un fichier source C sans édition de liens ou assemblage.
- Sous Linux, il peut être utilisé comme un interpréteur C : il suffit d'ajouter '#!/usr/local/bin/tcc -run' à la première ligne du source C, et de l'exécuter directement depuis la console.
- La bibliothèque libtcc permet à n'importe quel programme de générer et exécuter dynamiquement du code.
- Sa compilation ne nécessite que quelques bibliothèques, mais
- son utilisation n'en nécessite qu'une, liée statiquement : le code n'est dépendant que de l'architecture matérielle.

Sa licence permet à chacun de l'utiliser, modifier, et/ou redistribuer. Il peut être utilisé pour développer des logiciels open source ou propriétaire.

## Histoire
tcc tient ses origines de OTCC  (Obsfucated Tiny C Compiler, Minuscule Compilateur C Assombri), un programme que Bellard a écrit pour gagner les IOCCC (Internation Obfuscated C Code Contest) en 2002. Depuis ce jour, il l'améliora et "dés-assombrit" le programme pour produire tcc.

## État actuel
Le développement de tcc est ralenti car Fabrice Bellard est occupé à d'autres projets. Cependant des versions modifiées existent, comme la Landley's Mercurial branch, les Dave Dodge's collection of unofficial tcc patches, Debian and kfreebsd downstream patches, et les patchs gcc de grischka.
La version 0.9.23 est sujette à une vulnérabilité classée CVE-2006-0635 ou Open Source Vulnerability Database vulnerability 22956. Le rapport est que tcc "contient une faille qui peut avoir des complications quant à la sécurité du programme compilé avec ce dernier. Le compilateur ne peut retourner une valeur non signée de l'opérateur sizeof, ayant pour conséquence un débordement potentiel des entiers dans les objets qu'il compile." Cette faille a été corrigée dans le fork de Rob Landley puis dans la version officielle de tcc pour la version 0.9.24.
La version 0.9.25 est la première version à supporter le 64 bits.
TCC a une liste de diffusion active, et la version courante de Bellard est accessible depuis git.

## Utilisation
Les utilisations les plus connues de tcc sont :
- TCCBOOT, un programme où tcc charge et lance un noyau linux à partir des sources en environ 15 secondes sur un processeur Pentium 4 à 2.4 GHz. Le déroulement se passe en trois phases : TCCBOOT charge les sources du noyau Linux depuis le disque dur, place le code généré en mémoire et passe la main au noyau Linux. Pour ce faire, le processus de construction de Linux nécessite quelques modifications.
- Il a été utilisé pour démontrer une défense contre les attaques de porte dérobée[7].
- Cinpy[8] est une bibliothèque Python qui permet d'implémenter du code C dans des modules Python. Ce code est compilé à chaud avec tcc.